# ساخت دانه های ذوب شده با چاپ سه بعدی با استفاده از گرانول
ساخت دانه‌های ذوب شده یا Fused Granular Fabrication (FGF) فرآیندی از چاپ سه بعدی بر پایه اکستروژن مواد است که مستقیما ماده خام به شکل گرانول را ذوب کرده و با لایه نشانی، حجم سه بعدی مورد نظر را‌می سازد.

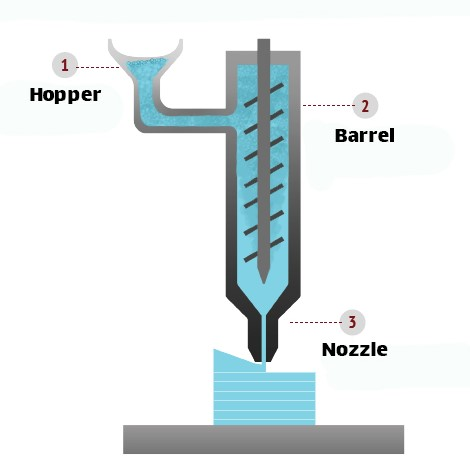
Fused Granular Fabrication (FGF) Schematic

## چاپ سه بعدی
چاپ سه بعدی روشی از ساخت است که به جای حذف ماده از قطعه خام با جای گذاری ماده و ساخت لایه ای آن، قطعه مورد نظر ساخته‌می شود. همچنین این روش به عنوان یک روش نمونه سازی سریع شناخته‌می شود که دلیل آن عدم نیاز به مراحل معمول ساخت و هزینه‌های ناشی از آن است.
یکی از فرآیند‌های پر کاربرد چاپ سه بعدی، مدل‌سازی ریزش مذاب یا به انگلیسی Fused deposition modeling (FDM) است که یکی از فرآیند‌های رایج بر پایه اکستروژن مواد است. اما فرآیند جدیدی بر پایه اکستروژن ماده و بصورت گرانول توسعه داده شده است که به آن ساخت دانه‌های ذوب شده یا Fused Granular Fabrication (FGF) گفته‌می شود. در این روش ماده خام به صورت گرانول وارد سیستم تغذیه اکسترودر دستگاه‌می شود و توسط ماردون یا مارپیچ ( در بخش مارپیچ اکستروژن پلاستیک توضیح داده شده است ) از درون سیلندر به سمت نازل هل داده‌می شود.

## اجزای یک چاپگر سه بعدی FGF
اجزای پرینتر‌های FGF بسیار مشترک با پرینتر‌های از نوع FDM هستند. به طوری که صرفا سیستم تغذیه و ذوب مواد در آنها متفاوت است. به طور کلی یک چاپگر سه بعدی از نوع FDM دارای سه محور حرکتی در راستای طولی, عرضی و ارتفاعی است که بتواند نازل دستگاه را در یک فضای سه بعدی جا به جا کند. برای کنترل دقیق حرکت محور‌ها از استپر موتور‌ها به همراه تسمه و یا پیچ استفاده‌می شود. یک برد کنترلی وظیفه خواندن فایل‌های G-Code و ارسال دستورات به اجزای مختلف چاپگر و کنترل صحت عملکرد هر عضو را بر عهده دارد. در اکثر موارد ماده خام با جذب حرارت ایجاد شده توسط المان‌های حرارتی نرم شده و از طریق سیستم اکسترودر و نازل بر روی بستر چاپ رسوب داده‌می شود. همچنین از سنسور هایی برای کنترل دما، کنترل محدوده حرکتی محور ها، کنترل ماده خام و ... استفاده‌می شود. اما تفاوت اصلی که برای روش FGF با FDM ایجاد شده است به دلیل تفاوت در ماده خام مصرفی این دو روش است. در روش FGF از سیستم تغذیه ای برای کنترل و نگهداری و شارژ گرانول‌ها به روش پمپ کردن و یا کنترل دریچه ورودی ماده استفاده‌می شود. همچنین ماده خام طی مسیر بلندتری نسبت به اکسترودر‌های FDM حرارت ایجاد شده از المان‌های حرارتی را برای تغییر حالت از جامد به مذاب جذب‌می کند.

## سازوکار عمل چاپگر‌های سه بعدی FGF
گرانول‌ها توسط سیستم تغذیه ای از مخزن اصلی نگهداری آنها توسط پمپ یا فشار هوا و یا کنترل ریزش آنها در اثر وزن از مخزنی که بالای دستگاه قرار داده‌می شود به سمت سیستم اکسترودر منتقل‌می شود.  مشابه دستگاه‌های اکستروژن پلاستیک ،گرانول‌ها در سیلندر اکسترودر با جذب حرارت ناشی از المان‌های حرارتی جای گذاری شده در اطراف سیلندر، ذوب شده و از نازل دستگاه خارج‌می شوند و مستقیما روی بستر گرم یا لایه‌های از پیش چاپ شده، رسوب‌می کنند.

#### مزیت اقتصادی
در فرآیند‌های چاپ سه بعدی مبتنی بر اکستروژن عموما از ماده اولیه به صورت رشته یا فیلامنت با قطر مشخص استفاده‌می شود. بطور معمول ساخت فیلامنت از گرانول آغاز‌می شود و به همین دلیل هزینه فیلامنت بسیار بیشتر از گرانول است.
طبق آمار در سال 2017 ارزش فیلامنت‌ها تا 30 برابر بیشتر از گرانول‌ها بوده است. این آمار نشان‌می دهد که چاپ سه بعدی با استفاده از گرانول بسیار ارزان تر از فیلامنت است.